# 狭叶山姜
狭叶山姜（学名：Alpinia graminifolia）为姜科山姜属下的一个种。

## 扩展阅读
- 維基物種上的相關：狭叶山姜